# ウルトラマンのシュワッチ!宇宙探検
『ウルトラマンのシュワッチ! 宇宙探検』（ウルトラマンのシュワッチ うちゅうたんけん）は、国際宇宙年の1992年に科学技術庁の協力で円谷プロダクションと読売広告社が製作したウルトラマンのビデオ作品。

## 出演
- ナレーター：浦野光